# Steatoda violacea
Steatoda violacea är en spindelart som först beskrevs av Embrik Strand 1906.  Steatoda violacea ingår i släktet vaxspindlar, och familjen klotspindlar.
Artens utbredningsområde är Etiopien. Inga underarter finns listade i Catalogue of Life.